# 邱县
邱县是中華人民共和國河北省邯郸市下辖的一个县，原屬山東省，1949年後屬河北省。 县人民政府驻新马头镇。

## 历史
汉宣帝地节三年（前67年）置魏郡平恩侯国，汉平帝元始五年（5年）改平恩侯国为延平县，光武帝建武元年（25年）更名为平恩县，金世宗大定二十九年（1189年）省平恩县为镇，元初屬堂邑縣，至元六年（1269年）設縣隸東昌路，明弘治二年（1489年）屬東昌府臨清州，乾隆四十一年（1776年）隸山東省臨清直隸州，1912年屬山東省臨清州，1914年改屬魯西道，1949年劃歸河北省。

## 人口
根据第七次人口普查数据，截至2020年11月1日零时，邱县常住人口为210998人。

## 地理
邱县位于邯郸市东北部，西临曲周县，东南接馆陶县，北部及东北部与邢台市所辖平乡县、广宗县、威县、临西县相邻。地勢由東南向西北傾斜，海拔在32.7~40.8米之間，主要河流為老沙河、老漳河。年均氣溫13.0°C，7月平均氣溫26.8°C，1月平均氣溫-2.8°C，年均降雨量524.6毫米，年均日照時數2539.2小時。

## 行政区划
邱县下辖5个镇、1个乡、1个民族乡：
新马头镇、邱城镇、梁二庄镇、香城固镇、古城营镇、南辛店乡和陈村回族乡。

## 交通
- 大广高速公路
- 106国道

## 名人
category:邱县人